# Žuavi smrti
Žuavi smrti (poljsko Żuawi śmierci) so bili poljska vojaška enota med januarsko vstajo, ki jo je februarja 1863 iz prostovoljcev v Ojcówu na Poljskem ustanovil Francoz François Rochebrune (poljsko Franciszek Rochebrune). Rochebrune je svojo enoto  zasnoval po vzoru a francoske zuave, v katerih je služil med krimsko vojno. Zuavi smrti so bili zelo cenjeni zaradi svojega poguma, vendar so utrpeli veliko žrtev in njihovo število se je v nekaj mesecih močno zmanjšalo. Enota je prenehala obstajati, ko je bila januarska vstaja 1864 zatrta. Po bojih na Poljskem se je Rochebrune vrnil v francosko vojsko kot stotnik in kasneje polkovnik. 

## Ime
Ime enote je izhajalo iz imena francoske vojaške enote, ki so jo v 30. letih 19. stoletja sprva rekrutirali iz berberskega plemena Zouaoua iz francoske Alžirije. Del imena "smrti" se je nanašal na prisego, ki so jo morali člani enote izreči ob sprejemu. V prisegi je pisalo, da je edini mogoči izid vojaških spopadov, v katerih naj bi enota sodelovala, "ali zmaga ali smrt".

## Zgodovina
Enota je bila znana po svojih značilnih in dovršenih uniformah, ki so temeljile tudi na uniformah alžirskih Zuavov. Žuavi so nosili bombažno srajco, telovnik iz losje kože, črno svileno haljo, črn svilen suknjič brez ovratnika, debele nogavice, črno-belo ruto, usnjene škornje do kolen, rdeč fes z robom iz ovnove kože in značilen velik vezen bel križ na prsih.  Prapor enote je bil skladen z uniformo. Bil je črn z belim križem, rdeče-belo obrobo v nacionalnih barvah in izvezenim geslom "V imenu Boga - 1863". 
Ognjeni krst enote se je zgodil v bitki pri Miechówu, kjer so pod poveljstvom adjutanta Wojciecha Komorowskega uspešno napadli ruske sile, ki so branile lokalno pokopališče. V bitki pri Chroberzu so zuavi krili umik glavnine poljskih sil pod poveljstvom Mariana Langiewicza. Borili so se tudi v bitki pri Grochowiski, kjer so zavzeli ruske topniške položaje, vendar so utrpeli zelo veliko žrtev. V tem spopadu je Langiewicz izgubil nadzor nad razporeditvijo sil, zato je Rochebrune prevzel poveljstvo in uspešno vodil umik. Posledično je bil povišan v čin generala in kasneje celo nominiran za mesto glavnega vodje vstaje. Ko njegova kandidatura ni bila sprejeta je Rochebrune, razočaran nad političnimi spori, odšel v Francijo.
Drug del enote, pod poveljstvom stotnika Stefana Malczewskega, se je boril v bitki pri Pobiedniku Malyju, kjer je zaradi precejšnje nasprotnikove premoči utrpel velike izgube, predvsem zaradi svoje nepripravljenosti na umik v skladu s prisego. Trupla mrtvih žuavov so pokopali v množičnem grobu, ki je po odredbi carske oblasti ostal neoznačen. Lokalni vaščani so kljub prepovedi na vogalih množičnega groba posadili štiri drevesa v njihov spomin. Kasneje je bil na grobu postavljen betonski nagrobnik, pravnuk enega od žuavov, padlega v bitki,  financiral postavitev spominskega kipa.
Rochebrune se je v zadnjih mesecih leta 1863 vrnil v boj, vendar je vstaja takrat utrpela hude vojaške poraze in se je vrnil v Francijo. Kasneje ga je za njegove zasluge v januarski vstaji  francoska vlada odlikovala z Redom legije časti. Med bivanjem v Franciji je ostal odločen zagovornik poljske neodvisnosti. V francosko-pruski vojni je sodeloval v činu polkovnika in vztrajal, da se bo boril v uniformi Žuavov smrti na čelu enote, ki jo je poimenoval Les Gaulois (Galci). Novembra 1870 ga je  blizu Saint-Clouda ubil pruski ostrostrelec.
Po Rochebrunovem odhodu je Žuave smrti kratek čas vodil namestnik poveljnika z vojnim imenom Grzymała, morda Tytus O'Byrn, vendar je enota v praksi prenehala obstajati. Del čet je odšel v Avstrijo, enaindvajset vojakov pa je ostalo na Poljskem in se v bitki pri Krzykawki borilo ob boku Garibaldijeve legije, italijanskih prostovoljcev, ki so se borili za Poljsko. Prostovoljce je organiziral Garibaldijev sin Menotti Garibaldi, vodil pa jih je Francesco Nullo. Januarsko vstajo je Rusija dokončno zatrla leta 1864.
Włodzimierz Wolski je skomponiral žuavom posvečeno pesem z naslovom "Marš Žuavov".